# Кальман Чонтош
Кальман Чонтош (угор. Csontos Kálmán, 5 листопада 1899 — 26 лютого 1954) — угорський футболіст, що грав на позиції нападника. Відомий виступами, зокрема, за клуб «Уйпешт», а також національну збірну Угорщини.

## Клубна кар'єра
Розпочинав виступи у складі клубу «Кішпешт», у якому грав у 1920—1922 роках.
У сезоні 1923–1924 приєднався до клубу «Уйпешт» разом з іншим колишнім нападником «Кішпешта» Йожефом Єсмашем. Клуб посів третє місце у чемпіонаті, а обидва нових нападники одразу почали забивати. Єсмаш з 15-ма став голами найкращим бомбардиром чемпіонату, а Чонтош з 12-ма голами поділив третє місце разом з Міхаєм Патакі і Йожефом Такачем.
Наступного сезону Чонтош також був гравцем основи, хоча забив лише 4 м'ячі у 18 матчах. Надалі гравець став рідше виходити на поле і у сезоні 1926–1927 завершив свої виступи у складі «Уйпешта».
| Дата       | Місто    | Господарі | Результат | Гості   | Турнір           | Голи | Примітки |
| ---------- | -------- | --------- | --------- | ------- | ---------------- | ---- | -------- |
| 23/09/1923 | Будапешт | Угорщина  | 2 – 0     | Австрія | товариський матч | 1    |          |
| 31/08/1924 | Будапешт | Угорщина  | 4 – 0     | Польща  | товариський матч | -    |          |
| Усього     |          | Матчів    | 2         |         | Голів            | 1    |          |

## Досягнення
- Срібний призер Чемпіонату Угорщини: (1)

«Уйпешт»: 1926–1927
- Бронзовий призер Чемпіонату Угорщини: (1)

«Уйпешт»: 1923–1924
- Фіналіст Кубка Угорщини: (1)

«Уйпешт»: 1925